# Túró Rudi
Le Túró Rudi ([ˈtuːɾoː ˈɾudi]) est une barre chocolatée hongroise fourrée au túró (équivalent hongrois du cottage). Il s'agit d'une friandise particulièrement populaire dans le pays.